# All My People
All My People è un singolo prodotto da Alexandra Stan in collaborazione con i Manilla Maniacs, pubblicato il 1º maggio 2013 da Maan Studio. Si tratta del settimo e ultimo singolo estratto dall'album Saxobeats.

## Video musicale
Nel video clip appaiono due poliziotti che cercano di trovare e catturare Alexandra, nel mentre, lei si esibisce e danza in un letto circondato da luci e attrezzi cinematografici, in varie sequenze appaiono anche dei ballerini che ballano al ritmo di musica mentre la Stan canta.
Il video clip finisce con i poliziotti che erano convinti di aver trovato Alexandra, ma invece trovano solo delle registrazioni con lei che ballava.

## Tracce
Digital Download
1. All My People (Radio Edit) – 3:19
2. All My People (Extended Version) – 4:19

Remixes
1. All My People (Fedo Mora & Oki Doro Radio Edit) – 2:48
2. All My People (Fedo Mora & Oki Doro Remix) – 4:50
3. All My People (Rudeejay Radio Edit) – 2:55
4. All My People (Rudeejay Remix) – 5:24

## Classifiche
Il brano ha raggiunto la posizione numero 6 sulla classifica iTunes italiana.
| Classifica (2013)                | Peak position |
| -------------------------------- | ------------- |
| Giappone(Billboard Japan Hot 100 | 50            |
| Italia (FIMI)                    | 55            |
| Romania (Airplay 100)            | 36            |

## Date di pubblicazione
| Nazione     | Data           | Formato          | Etichetta      |
| ----------- | -------------- | ---------------- | -------------- |
| Romania     | 1º maggio 2013 | Digital Download | MediaPro Music |
| Italia      | 3 maggio 2013  | Digital Download | Ego Italy      |
| Stati Uniti | 28 maggio 2013 | Digital Download | Ultra Records  |
| Spagna      | 2 luglio 2013  | Digital Download | Blanco y Negro |
| Italia      | 12 luglio 2013 | Remixes          | Ego Italy      |